# Diecéze acalissuská
Diecéze Acalissus je titulární diecéze římskokatolické církve, založená ve 20. století a pojmenovaná podle starověkého města Acalissus v dnešním Turecku. Toto město se nacházelo v římské provincii Licia. Diecéze byla sufragannou arcidiecéze Myra.
V letech 1996–2012 titulárním biskupem byl vladyka Ivan Ljavinec, první apoštolský exarcha českého řeckokatolického apoštolského exarchátu.
Současným titulárním biskupem je od roku 2014 Joseph Tran Văn Toan pomocný biskup Long Xuyên ve Vietnamu.

## Titulární biskupové
| hodnost          | jméno                                | úřad                                | od                 | do               |
| ---------------- | ------------------------------------ | ----------------------------------- | ------------------ | ---------------- |
| titulární biskup | Louis-Michel-François Tardy, C.S.Sp. | apoštolský vikář Gabonu (Gabon)     | 18. prosince 1925  | 28. ledna 1947   |
| titulární biskup | Thomas Francis Markham               | pomocný biskup Bostonu (USA)        | 18. července 1950  | 9. července 1952 |
| titulární biskup | Domingos da Apresentação Fernandes   | pomocný biskup Aveira (Portugalsko) | 13. prosince 1952  | 11. srpna 1958   |
| titulární biskup | Benigno Chiriboga, S.J.              | pomocný biskup Quita (Ekvádor)      | 15. listopadu 1958 | 5. prosince 1963 |
| titulární biskup | Ivan Ljavinec                        | apoštolský exarcha (Česko)          | 18. ledna 1996     | 9. prosince 2012 |
| titulární biskup | Joseph Tran Văn Toan                 | pomocný biskup Long Xuyên (Vietnam) | 5. dubna 2014      | současnost       |